# Šarasti langur
Šarasti langur (znanstveno ime Pygathrix nemaeus) je drevesna in dnevna opica, ki spada v poddružino Colobinae. So endemične v Laosu, Vietnamu in Kambodži. Znani so po svojih svetlih barvah in izražajo spolni dimorfizem skozi velikost telesa. Svetovna zveza za varstvo narave (IUCN) je to vrsto razglasila za kritično ogroženo, pri čemer so glavne grožnje lov, izguba habitata in trgovina s hišnimi ljubljenčki. So ena od treh vrst v rodu Pygathrix, drugi dve pa sta črnokraki (Pygathrix nigripes) in sivokraki (Pygathrix cinerea) langur.
Šarasti langurji živijo v fisijsko-fuzijski večnivojski družbi, ki ima povprečno 18 osebkov v skupini. So listojedi in uživajo predvsem Acacia pruinescens, Ficus racemosa, Millettia nigrescens, Zanthoxylum avicennae in Castanopsis ceratacantha. Njihovi štiriprekatni želodci, ki omogočajo bakterijsko fermentacijo, jim pomagajo pri prehrani z veliko vlakninami.

## Geografska razširjenost in habitat
Šarasti langur izvira iz Indokitajskega polotoka; Vietnam, južni Laos in morda severovzhodna Kambodža, vzhodno od reke Mekong. Pred letom 1967 je bil  langur popolnoma neraziskan. Je edina vrsta langurja, ki naseljuje vse tri države Indokine. V Laosu se šarasti  langurji pojavljajo od južnega zavarovanega območja province Nam Ghong do osrednjega severnega dela države. Laos naj bi imel največjo populacijo, pri čemer ima nacionalno zaščiteno območje Nakai-Nam Theun v osrednjem Laosu največ osebkov iz približno 4420 skupin, sledi pa mu nacionalno zaščiteno območje Hin Namno. V Vietnamu vrsta živi med provincama Nghe An in Gia Lai, od 18°29'N do 14°21'N. Naravni rezervat Son Tra v osrednjem Vietnamu ima največjo vietnamsko populacijo s približno 700–1300 posamezniki. Narodni park Phong Nha-Ke Bang je tudi pomembno vietnamsko območje za to vrsto.
Rawson in Ross sta leta 2008 v provinci Ratanakiri na meji z Vietnamom opazovala langurje v Kambodži. Poročala sta o vzorcu šarastega langurja ki ga je Dresdenski živalski vrt dal Državnemu muzeju in je dejal, da izvira iz Hainana na Kitajskem, vendar zapisi o živalskem vrtu ne obstajajo več, tako da ostaja negotovo.
Šaraste langurje najdemo v zimzelenih, polzimzelenih in občasno apnenčastih gozdovih, do 1600 metrov nadmorske višine. So drevesni in večino časa preživijo v krošnjah gozda, tudi za spanje. Občasno se spustijo na tla, da pijejo vodo ali jedo umazanijo, ki vsebuje minerale. V skladu z modelom ekološke niše lahko šarasti  langurji živijo med približno 14°S in 21°S. Njihov domači obseg je približno 36 hektarjev in imajo osrednjo površino 8 hektarjev, z manjšim obsegom v sušnem obdobju 24 hektarjev in večjim območjem v deževnem obdobju 33 hektarjev. Obstajajo šibke korelacije med padavinami, temperaturo in prehrano ter območjem doma, vendar ne dovolj, da bi iz njih lahko sklepali.

## Značilnosti
Tako kot drugi  langurji je tudi šarasti dolga, vitka opica. Samec ima dolžino glave in telesa 55–82 centimetrov z repom, ki meri 56–74 centimetrov, samica pa med 60–63 centimetrov, z repom, ki meri 44–60 centimetrov. Samci tehtajo 8,6–11,4 kilogramov, samice pa 6,6–10,5 kilogramov.
Šarasti langur je med najbolj barvitimi primati. Zaradi njihovega značilnega in edinstvenega videza veljajo za »kraljico primatov«. Na temenu, sencih, notranji strani stegen, trebušni dlaki, tilniku, hrbtu, tricepsih in stranskih straneh rok imajo večbarvno dlako. Njihova krona je srebrna, njihovi senci so rdeči in njihova čela so črna. Imajo bele brke, ki so pri odraslih samcih dolgi približno 12 cm. Njihove oči imajo visoko os. Kožuh na licih in vratu je bel. Njihov ovratnik je oranžen s črno od ene do druge rame. Njihov obraz je rumeno-rjave barve in imajo svetlo modre veke. Njihova notranja stran rok ter notranja, stranska in zadnja stegna so črni, spodnji del nog pa živahno rdeč. Njihov trebuh in hrbet sta srebrna, sakralni predel pa bel. Obe nogi in dlani sta črni, prav tako bradavice. Njihovi repi so beli in so pogosto enaki dolžini glave in telesa.
Barva postopoma postane manj živahna in ima manjše rdeče lise z južnejšimi zemljepisnimi širinami. V zaščitenem območju province Nam Ghong v Laosu imajo šarasti languri le majhne rdeče lise okoli gležnjev.
Čeprav manjše, so šarasti languri spolno dimorfni glede na velikost telesa, ne pa tudi glede na obarvanost. Med samci in samicami je majhna razlika v znamenjih zadka; samec ima okrogle bele lise nad trikotnikom bele barve na zadku, samica pa ne. Samci vseh starosti imajo belo liso na obeh straneh vogalov zadka ter rdeče in bele genitalije.

## Vedenje
Ta opica komunicira z obrazno mimiko. Ima specifičen »igralni obraz« z odprtimi usti, delno razgaljenimi zobmi in brado, pomaknjeno naprej. Včasih zapre oči in s tacami slepo udarja proti drugemu langurju, ne da bi se oziral na nevarnosti, ki jih prinaša, ko je na drevesu. Nepremični pogled je prikaz grožnje. Grimasa z odprtimi usti in razgaljenimi zobmi je podrejena gesta kot odgovor na strmenje in se uporablja tudi za začetek negovanja ali igre. Šarasti langur tiho renči, ki se izrazi kot grožnja, in kratko, ostro stiskajoče cviljenje. Med igro za odrasle izvajajo prikazovanje vek, kjer pomežiknejo z odprtimi in zaprtimi očmi, da pokažejo svoje svetlo modre veke.
So dokaj miroljubna vrsta in zelo redko so poročali o agonističnem vedenju. V živalskem vrtu v San Diegu so raziskovalci opazili, da je v primerih, ko je prišlo do agonističnega vedenja, trajalo le nekaj sekund in ni povzročilo poškodb. Negovanje traja do ene ure in se najpogosteje pojavlja med odraslimi samicami. V ujetništvu mlade langurke negujejo in skrbijo za dojenčke, pri čemer kažejo znake aloparentalne skrbi.
Proračun dejavnosti divjega šarastega langurja je počitek 35,3 %, gibanje 28,6 %, druženje 21,7 %, hranjenje 13,7 % in samonega 0,7 %.

### Sestava skupine
Šarasti langurji živijo v večnivojskih fisijsko-fuzijskih družbah v skupinah z enim samcem/več samicami ali več samci/več samicami z razmerjem med samci in samicami 1,0:1,63 in razmerjem med odraslimi in mladimi 1,1:1,0. Skupine vsebujejo povprečno 18 posameznikov v povprečju 2,7 enot na skupino in povprečno 6,5 posameznikov na enoto. Zabeležene so bile skupine do 50. Velikost skupine se spreminja glede na sezono. Tako samci kot samice imajo svojo hierarhijo in samci prevladujejo nad samicami. Tako samci kot samice bodo sčasoma zapustijo skupino, v katero so bili rojeni.
Šarasti langurji se čez noč združijo in razdelijo zjutraj in zgodaj popoldne. Ko so tdruženi, bolj počivajo, ko se razdelijo, pa so bolj aktivni.
Zdi se, da ni nobene razlike v dnevni razdelitvi od mokre do suhe sezone, vendar se celotni dogodki delitve in zbiranja povečajo v delu mokre sezone, od oktobra do decembra. V študiji v naravnem rezervatu Son Tra je bilo 55,32 % njihovih opazovanj fuzijskih dogodkov in 44,68 % fisijskih dogodkov. To vedenje naj bi pomagalo pri uravnavanju tekmovanja pri hranjenju. Šarasti langurji so zelo neprilagodljivi glede članstva v svojih skupinah.

## Gibanje
V ujetništvu šarasti langurji uporabljajo brahiacijo (zibanje z veje na vejo) za skoraj polovico svojega gibanja, medtem ko v naravi zamah z rokami predstavlja povprečno 18 % gibanja. Zamah z rokami največ uporabljajo mladoletniki (34,3 %), sledijo pododrasli (21,7 %), odrasle samice (17,6 %), odrasle samice, ki nosijo dojenčke (15,5 %) in nato odrasli samci (9,8 %). To je pokazalo, da se s povečano telesno težo zmanjša količina brahiacije.
Ko potujejo peš, njihov rep običajno visi navzdol. Tako kot pri vseh drugih opicah starega sveta tudi njen rep ni oprijemljiv. Svoj rep uporablja izključno za ravnotežje, z rokami in nogami pa se premika po gozdu po ustaljenih poteh. Ko je na poti, skupino vodijo odrasli samci, mladi samci pa zadaj in samice in dojenčki, ki ostanejo varni v sredini. Ta langur je zračni specialist, ki se premika visoko v krošnjah. Je zelo okreten in pogosto naredi dih jemajoče skoke do 6 metrov, skače z rokami, iztegnjenimi nad glavo, se odriva z nogami in pristane na dveh nogah.
Kadar je skupini nemoteno, se bo hrupno premikal z veje na vejo skozi gozd, se zaletaval med listje, se zibal pod vejami in skakal z dvema nogama skupaj ter pokazal svoj izjemen občutek za ravnotežje. Ko pa skupino zmoti plenilec ali druge nevarnosti, lahko tiho pobegne skozi drevesa, stran od nevarnosti. Če ga prestraši, lahko glasno zalaja in hiti okoli dreves ter udarja po vejah z rokami in nogami.

## Parjenje in razvoj

### Parjenje
V ujetništvu samice šarastega langurja dosežejo spolno zrelost pri štirih letih, samci pa pri štirih letih in osmih mesecih. Parjenje poteka vse leto, vendar ima vrhunec med avgustom in decembrom. Parjenje se začne tako, da oba spola dvigneta čeljust naprej, dvigneta in spuščata obrvi, zmajeta z glavo in mežikata z očmi. Kopulacija se pojavi po tem, ko samica počepne in predstavi svoj spolni organ samcu. Poročali so o parjenju enojnih in večkratnih parjenj. Kopulacija lahko še vedno poteka, ko je samica breja. Pri samicah gredo v estrus vsakih 28-30 dni in s tem je njihov zadek pordel.

### Menstruacija in nosečnost
Samice imajo povprečni menstrualni cikel 26,4 dni, njihova folikularna faza traja povprečno 13,1 dni in njihova lutealna faza traja 14,8 dni. Estradiol in estron sta glavni vrsti estrogena, ki sta prisotna v samicah šarastega langurja.
Rojstva se pojavljajo vse leto, največ pa med avgustom in oktobrom ter ponovno med februarjem in aprilom. Porodni interval je med 16-38 meseci. Obdobje brejosti traja od 165 do 210 dni, kar ima za posledico rojstvo enega samega potomca ali zelo redko dvojčkov. V ujetništvu je bilo opaženo, da bo noseča samica našla visoko mesto v ogradi, kjer bo rodila. Glavica dojenčka se pojavi po 90 minutah poroda, sledi pa ji posteljica, ki tehta 90-120 g. Najstarejše zabeleženo rojstvo je rodila 26-letna samica.

### Razvoj
Mladiči se rodijo z odprtimi očmi in se nagonsko oprimejo matere. Obarvanost telesa mladiča je svetlejša kot pri odraslem. Njegov obraz je bolj modre barve, telo pa svetlejše bež. Ko odrašča, njegovo telo potemni, medtem ko se njegov obraz posvetli in doseže odrasle barve pri 10 mesecih. V ujetništvu lahko drugi člani skupine skrbijo za mladiča, druge samice pa ga lahko celo dojijo. V neki študiji sta osirotelega mladiča hranili dve samici v skupini, zanj pa je skrbel tudi samec. Prvih šest mesecev življenja šarastega langurja je najbolj zahtevnih. V ujetništvu lahko živijo do 25 let.

## Prehrana
V naravnem rezervatu Son Tra so ugotovili, da zaužijejo 54,8 % popkov in mladih listov, 22,6 % zrelih listov, 3,7 % listnih pecljev in 18,9 % drugih rastlinskih delov. Na mesec so ugotovili, da so zaužili povprečno 18 vrst na mesec in skupaj 226 vrst. Od 226 vrst je bilo pet vrst, ki so bile pojedene 47-82 % časa: Acacia pruinescens, figa Ficus racemosa, Millettia nigrescens, Zanthoxylum avicennae in Castanopsis ceratacantha. So izbirčni hranilci in prilagodljivi jedci, ker lahko jedo široko paleto hrane v vseh letnih časih. Sadje uživajo predvsem zjutraj, kar je običajno med opicami, ki jedo listje, saj tam črpajo energijo za dan.
V deževnem in sušnem obdobju imajo različne prehranjevalne vzorce, tako glede tega, kaj jedo, kot glede delov rastlin, ki jih jedo, čeprav to ni drastična sprememba. Fige pa uživajo vse leto in predstavljajo 16-36 % njihove prehrane. To je druga rastlina, ki jo najpogosteje zaužijejo opice in jedo sadje, liste in cvetove.
Jedo mirno skupaj, ne prepirajo se zaradi hrane in znani so po tem, da svojo hrano delijo z drugimi. Pogosto si delijo isti šop listja in si lahko celo odlomijo koščke in jih predajo drug drugemu, kar je vrsta aktivne radodarnosti, ki je med opicami starega Sveta redka. Tako kot vsi drugi langurji nimajo ličnic.

## Zaščita
Leta 2000 je Rdeči seznam ogroženih vrst IUCN uvrstil šarastega langurja med ogrožene. Leta 2020 je IUCN posodobil svojo klasifikacijo vrste v kritično ogroženo zaradi nenehnega upadanja populacije. Leta 2007 je bil uvrščen tudi v vietnamsko rdečo knjigo. Leta 2019 jih je vietnamski premier uvrstil med vrste z visokim tveganjem, ki jih je treba zaščititi v Odloku 06. Vrsta je navedena v CITES I, ki prepoveduje komercialno mednarodno trgovino. Več kot polovica vrst je bila izgubljena v zadnjih 30-40 letih.
Glavna grožnja za šarastega langurja je lov. Meso se uporablja za prehrano, tradicionalno medicino in za mednarodno prodajo ali trgovino. Lokalni prebivalci pogosto lovijo to vrsto za uživanje, hišne ljubljenčke ali izdelavo lepila. Čeprav je lov na to vrsto tehnično nezakonit, se ne izvaja strogo in ima majhen učinek. V nacionalnem zaščitenem območju Dong Ampham v Laosu na meji z Vietnamom so lokalni lovci ocenili, da vsako leto ubijejo približno 50 šarastih langurjev. Od leta 2015 do 2018 je oddelek za varstvo gozdov narodnega parka Bach Ma v Vietnamu zaplenil 13 kg mesa langurja. Njihove vedenjske značilnosti naj bi olajšale lov na vrsto. V tej regiji se poroča, da je meso priljubljena hrana. Vietnam ima najvišje stopnje lova te vrste.
Njihove druge glavne grožnje so trgovina s hišnimi ljubljenčki, razdrobljenost habitata, ustvarjanje kmetijskih zemljišč in vojaških objektov.
Glede na to, da ima Laos največjo populacijo šarastih langurjev, je bila država označena kot najpomembnejša za ohranitev te vrste. Študija, ki so jo izvedli Camille N. Z. Coudrat et al. pravi, da je najboljši pristop k ohranjanju vrste osredotočanje na največje populacije, zlasti v Laosu. Trenutno v Laosu ni nobenega varstvenega ukrepa. Že od poznih 1960-ih so si prizadevali za vzrejo šarastih langurjev v ujetništvu, vendar jih je zaradi dejavnikov, kot je njihova prehrana, težko obdržati v živalskih vrtovih, zato je trenutno po vsem svetu v ujetništvu samo 33 osebkov.